# Peter Lupus
Peter Lupus (Indianapolis, 17 giugno 1932) è un attore e culturista statunitense, di origini greche. Accreditato spesso con il nome di Rock Stevens.

## Carriera
Iniziò la carriera nel mondo del bodybuilding vincendo diversi titoli a livello locale, tra cui Mr. Indianapolis, Mr. Indiana, Mr. Hercules e Mr. International Health Physique. Grazie al suo fisico e alla sua imponente statura (193 cm), seguì le orme di altri culturisti del periodo iniziando ad interpretare ruoli da attore in film peplum di produzione italiana durante gli anni sessanta, accreditato con il nome di Rock Stevens.
Il suo debutto nel mondo del cinema avvenne con il film Muscle Beach Party (1964), ma fu con Ercole contro i tiranni di Babilonia (1964) che ottenne il primo ruolo da protagonista. Prese parte anche ad alcune serie televisive di successo, tra cui Missione Impossibile (1966-1973), in cui interpretò il ruolo di Willy Armitage, e Quelli della pallottola spuntata (1982).

## Filmografia parziale
- Muscle Beach Party, regia di William Asher (1964)
- La più allegra avventura (The Brass Bottle), regia di Harry Keller (1964)
- Ercole contro i tiranni di Babilonia, regia di Domenico Paolella (1964)
- Golia alla conquista di Bagdad, regia di Domenico Paolella (1965)
- Il gladiatore che sfidò l'impero, regia di Domenico Paolella (1965)
- Il mistero dell'isola maledetta, regia di Piero Pierotti (1965)
- Pulsaciones, regia di Maurice Tobias (1985)
- Assassination, regia di Peter R. Hunt (1987)
- L'auto più pazza del mondo (Driving Me Crazy), regia di Jon Turteltaub (1991)
- Uomini d'assalto (Hangfire), regia di Peter Maris (1991)
- Per amore e per vendetta, regia di William Curran (1993)

### Televisione
- Missione impossibile (Mission: Impossible) – serie TV, 147 episodi (1966-1973)
- Quelli della pallottola spuntata (Police Squad!) – serie TV, 6 episodi (1982)

## Doppiatori italiani
Nelle versioni in italiano delle opere in cui ha recitato, Peter Lupus è stato doppiato da:
- Pino Locchi in Ercole contro i tiranni di Babilonia
- Glauco Onorato in Golia alla conquista di Bagdad
- Cesare Barbetti in Il mistero dell'isola maledetta
- Guido Sagliocca in Missione Impossibile (st. 1)
- Giorgio Locuratolo in Missione Impossibile (st. 3-7)
- Massimo Giuliani in Quelli della pallottola spuntata